# 宮地武右衛門
宮地 武右衛門（みやじ ぶえもん、? – 宝永7年5月12日（1710年6月8日））は、江戸時代前期から中期の捕鯨家。名は元次。

## 経歴・人物
山内大膳亮直久の元家臣、土佐国浮津浦の庄屋・野町氏の養子となる。
万治3年（1660年）頃、地下人86人による共同経営の浮津組を結成。当時、廃業していた多田氏の津呂組と共に捕鯨業を始め、ザトウクジラ、セミクジラ、イワシクジラなどを捕獲。宮地はその全権を握った。
天和3年（1683年）組員のうち68人を鯨仲買人として立て、捕鯨業と流通販売を分離させた。また紀州熊野より網具を購入した。元禄6年（1693年）幡多郡窪津沖の捕鯨漁場への小釣船の立ち入り禁止を願い出て、これを許可されるなど組の地位を確立した。この間、元禄3年（1690年）には養子の武太夫正守が郷士に取り立てられた。ほか、私財を擲って元禄10年（1697年）法華宗の宮地山中道寺を再興した。
元禄16年（1703年）元の庄屋・野町氏より訴訟を受け庄屋職を返した。同年苗字帯刀を許され以後も捕鯨業に専念し、子孫は幕末まで捕鯨業を続けた。宝永7年（1710年）病没。墓所は室戸市室津中道寺裏山。